# Kurimany
Kurimany (em húngaro: Kiskerény; alemão: Kirn) é um município da Eslováquia, situado no distrito de Levoča, na região de Prešov. Tem 2,58 km² de área e sua população em 2018 foi estimada em 374 habitantes.

## Demografia
| Ano:        | 1994 | 2004   | 2014   | 2024   |
| ----------- | ---- | ------ | ------ | ------ |
| Broj ljudi: | 347  | 367    | 369    | 390    |
| Razlika:    |      | +5,76% | +0,54% | +5,69% |

| Ano:               | 2023 | 2024   |
| ------------------ | ---- | ------ |
| Número de pessoas: | 383  | 390    |
| Diferença:         |      | +1,82% |